# Lyriothemis latro
Lyriothemis latro is een libellensoort uit de familie van de korenbouten (Libellulidae), onderorde echte libellen (Anisoptera).
De wetenschappelijke naam Lyriothemis latro is voor het eerst geldig gepubliceerd in 1937 door Needham & Gyger.